# 키프로스의 재외공관 목록

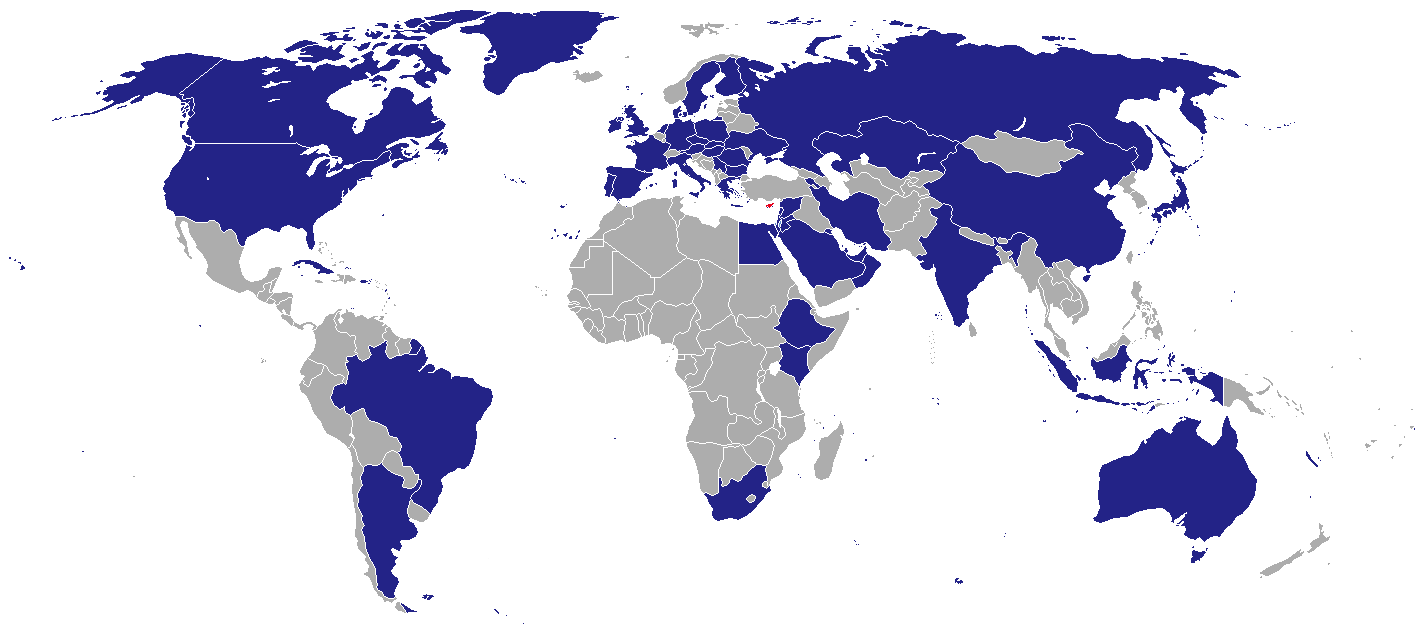
각국에 상주하고 있는 키프로스 재외공관들이며, 대사관 및 고등판무관 사무소로 구성되어 있다.

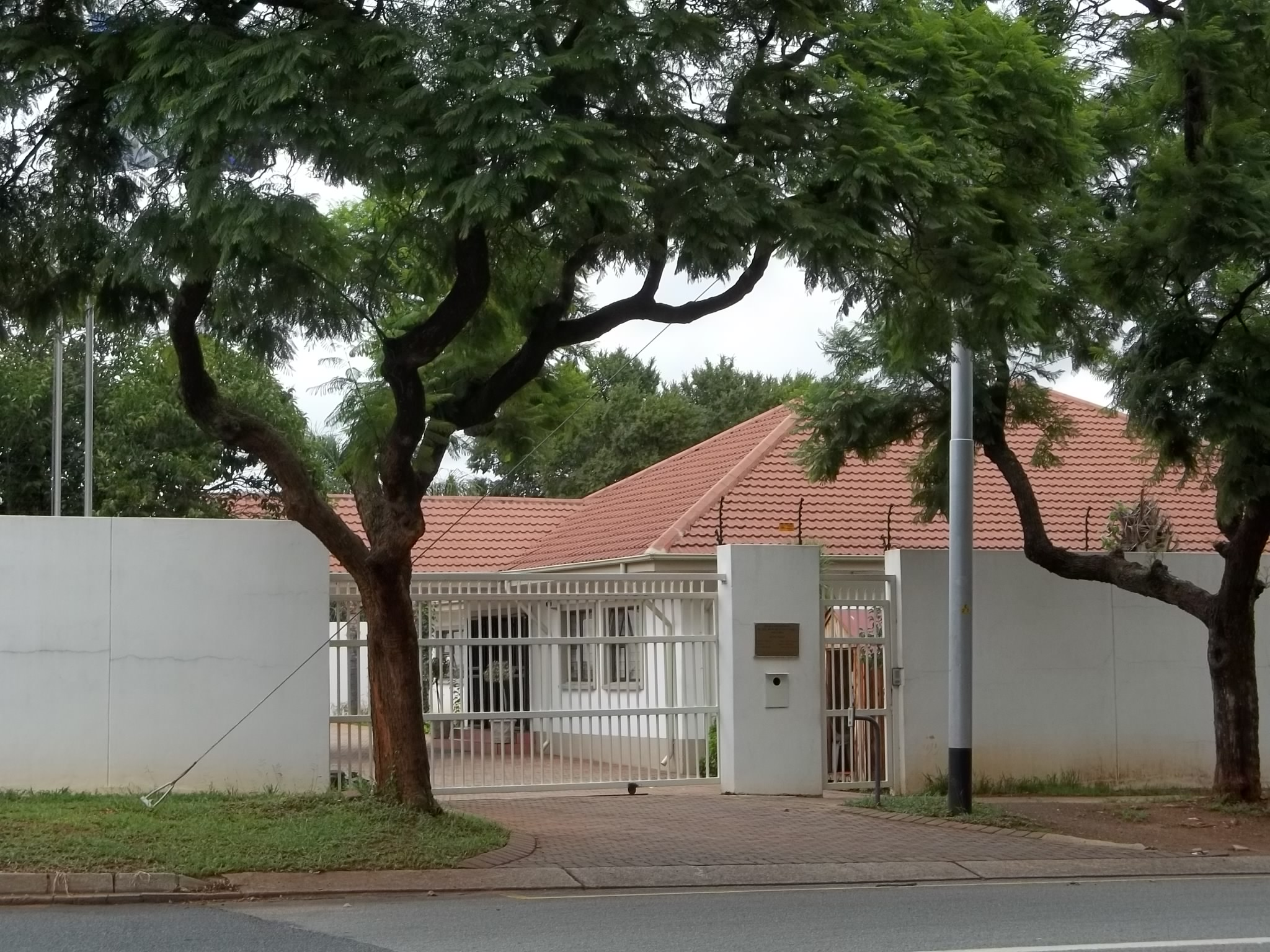
프리토리아 주재 키프로스 고등판무관 사무소

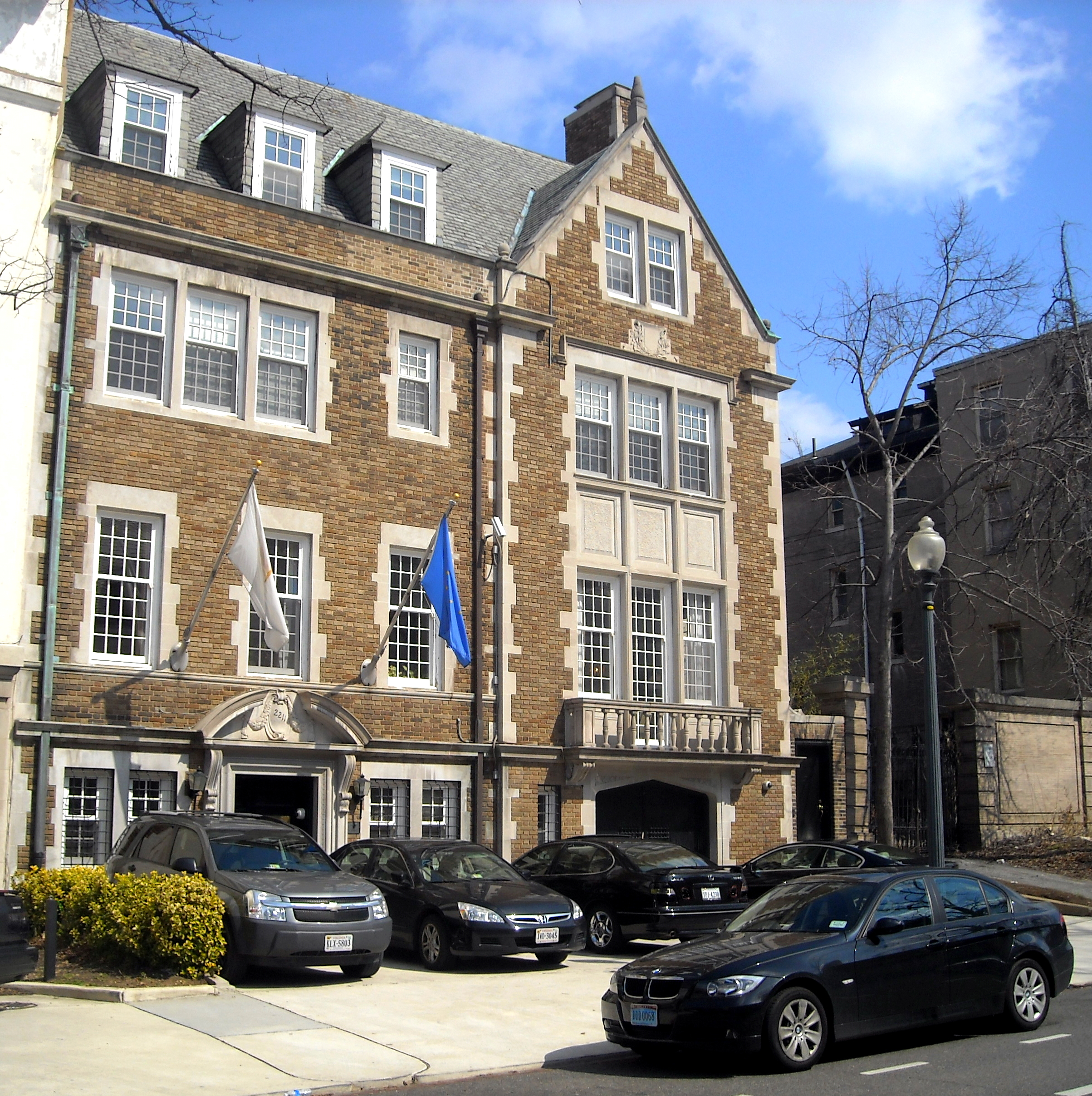
워싱턴 D.C. 주재 키프로스 대사관

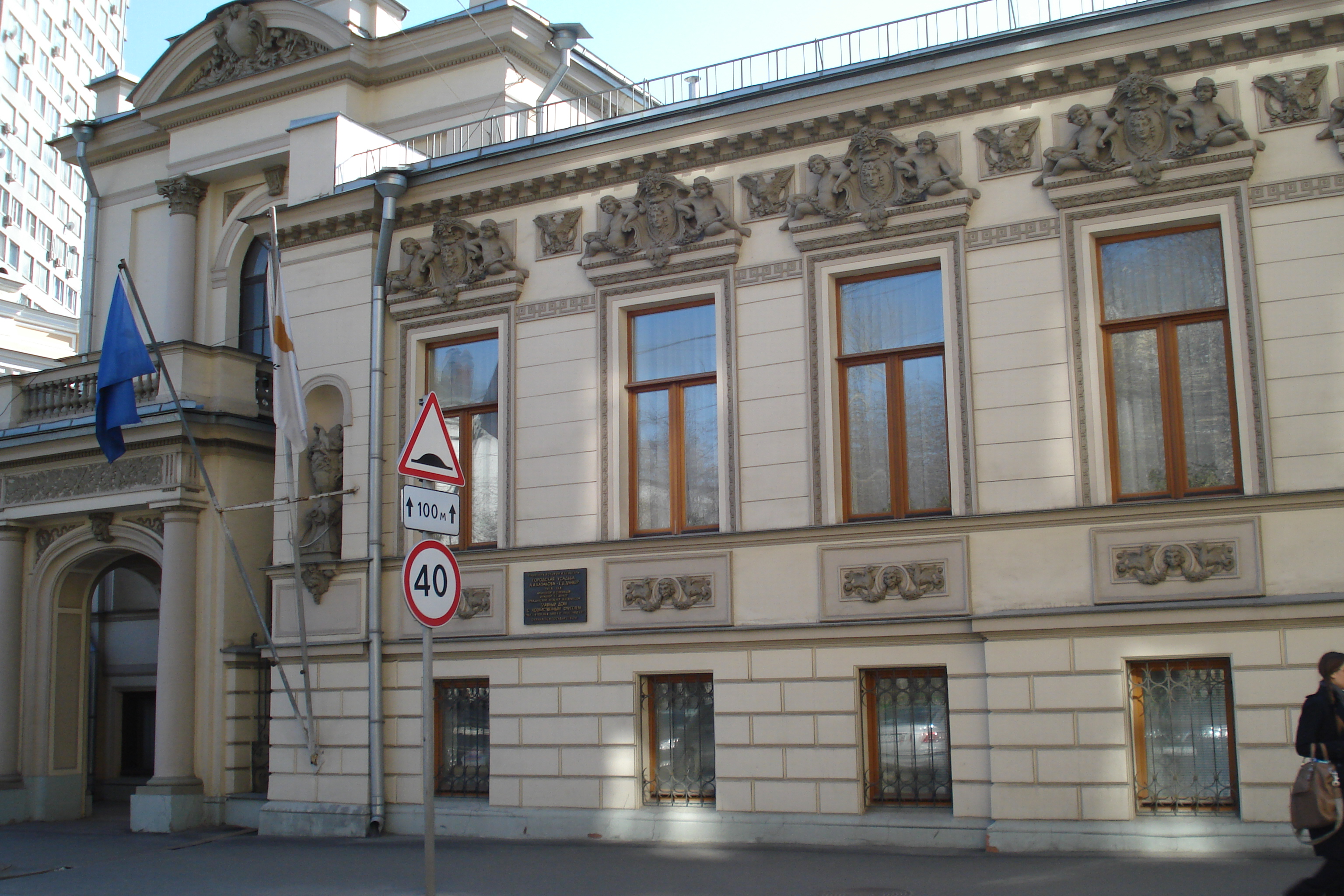
모스크바 주재 키프로스 대사관

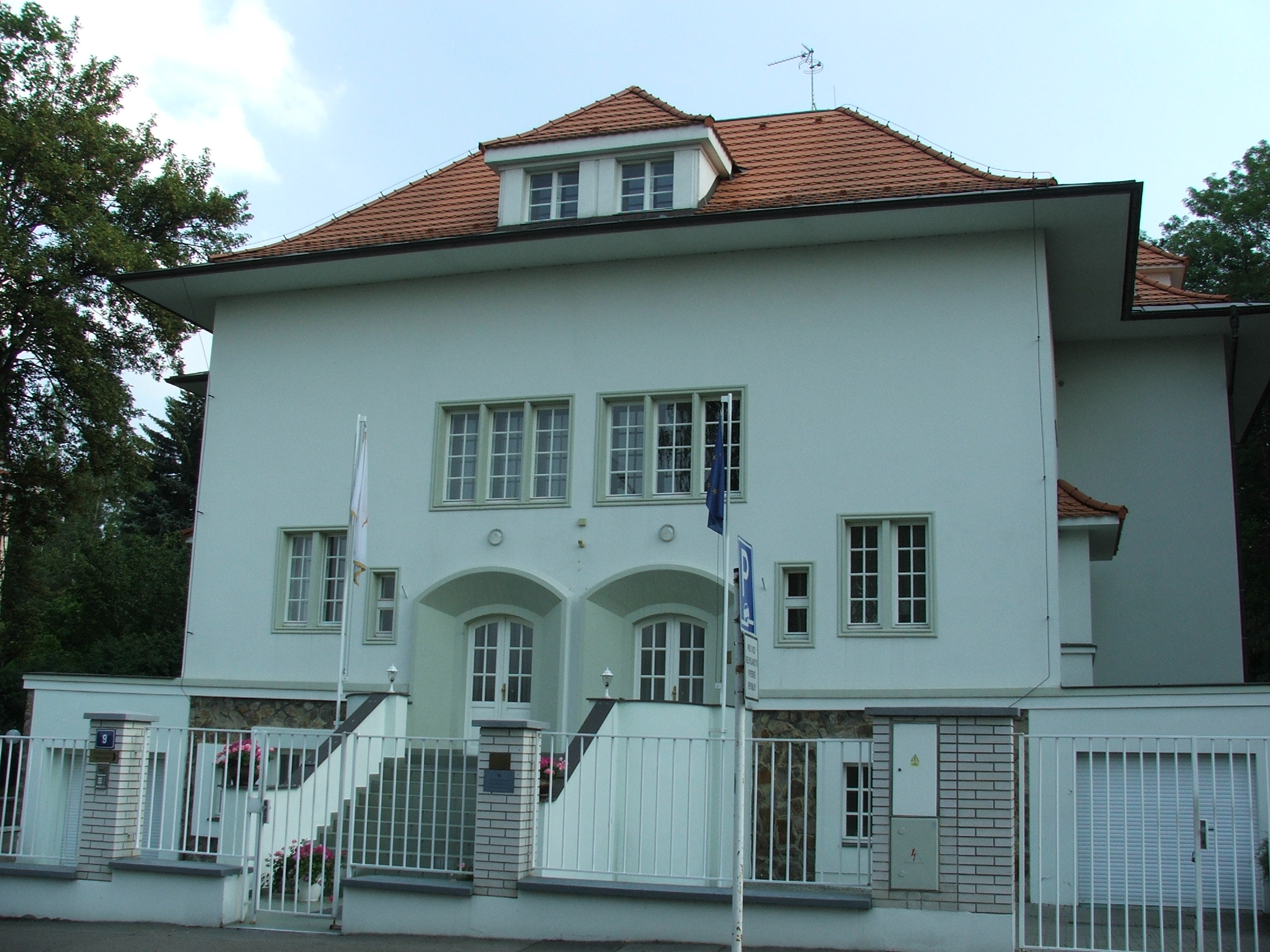
프라하 주재 키프로스 대사관

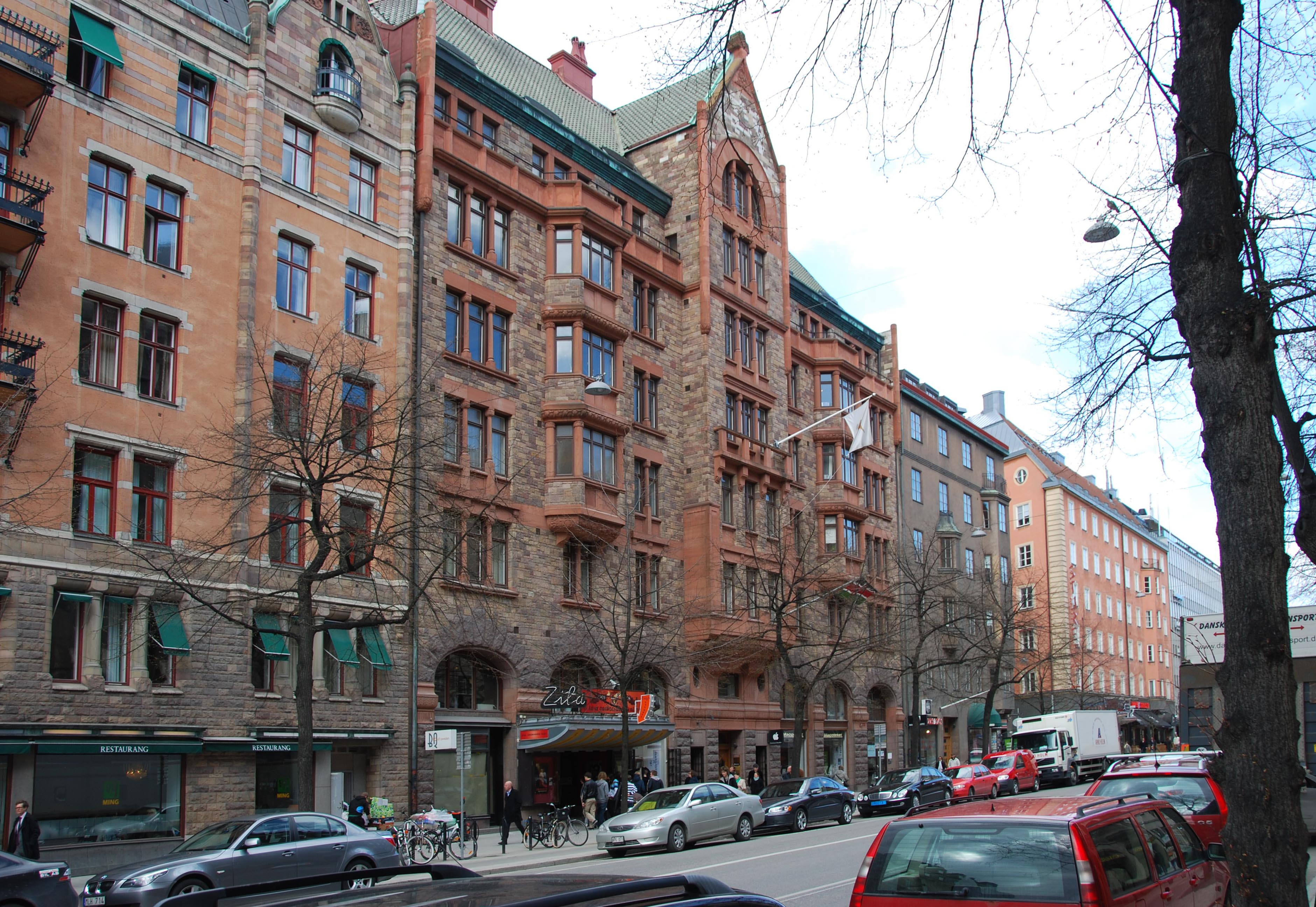
스톡홀름 주재 키프로스 대사관

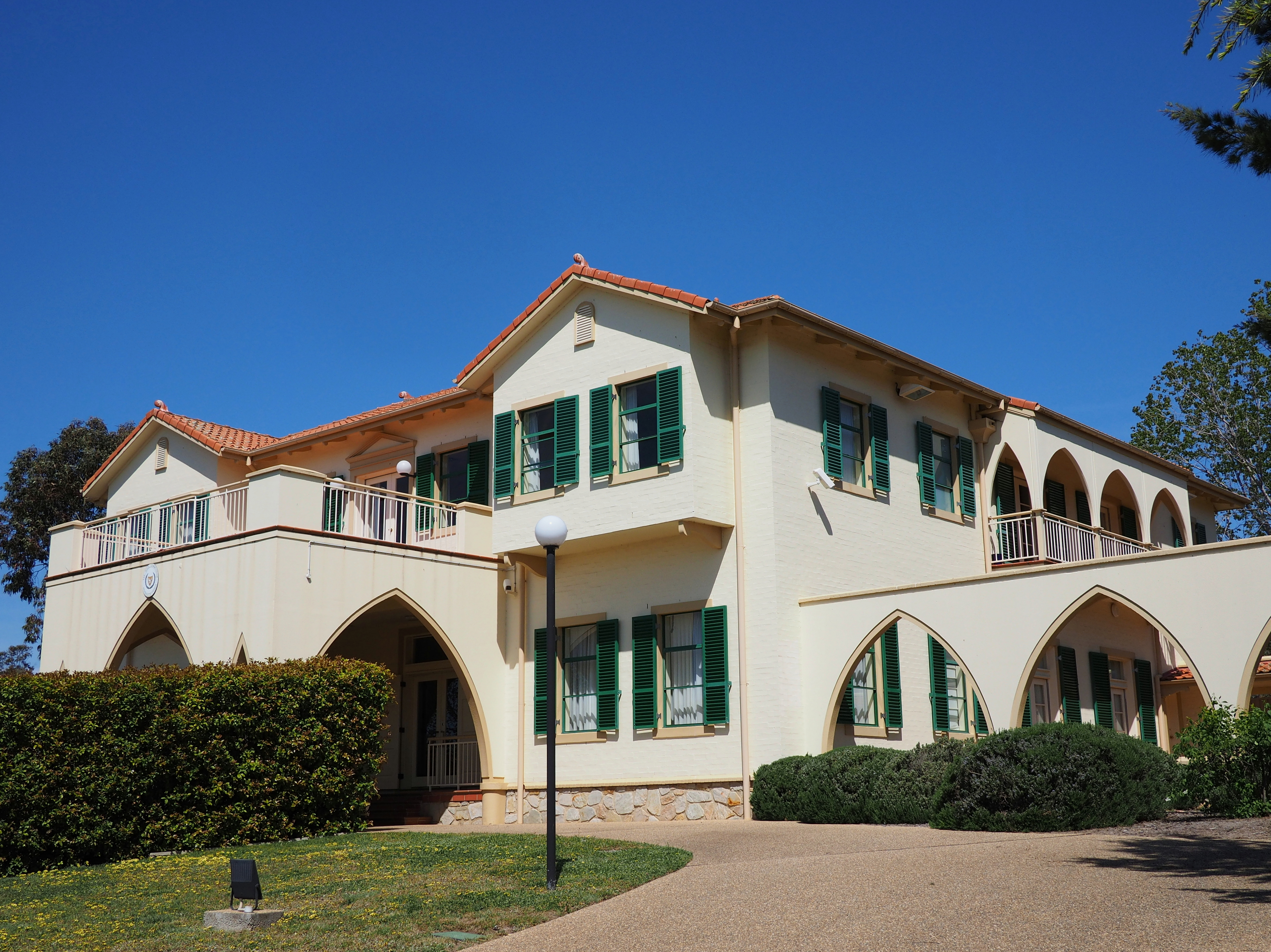
캔버라 주재 키프로스 고등판무관 사무소

키프로스의 재외공관 목록은 키프로스 주재 대사관 및 고등판무관 사무소를 각국에 상주시켜 놓는 것을 의미하며, 키프로스의 재외공관을 나열한 목록이다.

## 아프리카
- 이집트 : 카이로 (대사관)
- 리비아 : 트리폴리 (대사관)
- 남아프리카 공화국 : 프리토리아 (고등판무관 사무소)

## 아메리카
- 캐나다 : 토론토 (총영사관)
- 브라질 : 브라질리아 (대사관)
- 쿠바 : 아바나 (대사관)
- 멕시코 : 멕시코시티 (대사관)
- 미국 : 워싱턴 D.C. (대사관), 뉴욕 (총영사관)

## 아시아
- 중화인민공화국 : 베이징시 (대사관)
- 일본 : 도쿄도 (대사관)
- 인도 : 뉴델리 (고등판무관 사무소)
- 인도네시아 : 자카르타 (대사관)
- 이란 : 테헤란 (대사관)
- 이스라엘 : 텔아비브 (대사관)
- 사우디아라비아 : 리야드 (대사관)
- 요르단 : 암만 (대사관)
- 쿠웨이트 : 쿠웨이트시티 (대사관)
- 오만 : 무스카트 (대사관)
- 팔레스타인 : 라말라 (대표부 사무소)
- 카타르 : 도하 (대사관)
- 아랍에미리트 : 아부다비 (대사관)

## 유럽
- 오스트리아 : 빈 (대사관)
- 벨기에 : 브뤼셀 (대사관)
- 불가리아 : 소피아 (대사관)
- 체코 : 프라하 (대사관)
- 덴마크 : 코펜하겐 (대사관)
- 핀란드 : 헬싱키 (대사관)
- 프랑스 : 파리 (대사관)
- 독일 : 베를린 (대사관), 함부르크 (총영사관)
- 그리스 : 아테네 (대사관), 테살로니키 (총영사관)
- 바티칸 시국 : 로마 (대사관)[2]
- 헝가리 : 부다페스트 (대사관)
- 아일랜드 : 더블린 (대사관)
- 이탈리아 : 로마 (대사관)
- 네덜란드 : 헤이그 (대사관)
- 폴란드 : 바르샤바 (대사관)
- 포르투갈 : 리스본 (대사관)
- 루마니아 : 부쿠레슈티 (대사관)
- 러시아 : 모스크바 (대사관)
- 세르비아 : 베오그라드 (대사관)
- 슬로바키아 : 브라티슬라바 (대사관)
- 스페인 : 마드리드 (대사관)
- 스웨덴 : 스톡홀름 (대사관)
- 우크라이나 : 키예프 (대사관)
- 영국 : 런던 (고등판무관 사무소)

## 오세아니아
- 오스트레일리아 : 캔버라 (고등판무관 사무소)

## 대표부
- 뉴욕 : 유엔 키프로스 정부 대표부
- 브뤼셀 : EU 키프로스 정부 대표부
- 제네바 : 유엔을 비롯한 그 외의 각 기구들의 키프로스 정부 대표부
- 파리 : 유네스코 키프로스 정부 대표부
- 런던 : IMO 키프로스 정부 대표부
- 스트라스부르 : 유럽 평의회 키프로스 정부 대표부
- 빈 : 유럽 안보 협력 기구 키프로스 정부 대표부
- 로마 : FAO 키프로스 정부 대표부

## 같이 보기
- 키프로스 주재 외국공관 목록